# Karusellkvällar
Karusellkvällar är ett musikalbum av Eldkvarn, utgivet 1989. 
Inspelningarna på Karusellkvällar är tekniskt avancerade och innehåller många syntar och pålagda instrument. En kontrast till detta är den avskalade "Skiss över Änglarna från Cadaqués" med enbart sång, akustiska gitarrer och fiol. Den fanns inte med på LP-utgåvan utan var ett av tre bonusspår på CD-skivan. Sången hette egentligen bara "Änglarna från Cadaqués", men den var tänkt att spelas in på ett mer avancerat vis senare, därav namnet.

## Låtlista
Alla låtar är skrivna och komponerade av Plura Jonsson om inget annat anges. 
| Nr  | Titel                         | Kompositör                               | Notering                          | Längd |
| --- | ----------------------------- | ---------------------------------------- | --------------------------------- | ----- |
| 1.  | Långsamt tåg                  |                                          | Finns även live på Kärlekens låga | 3:45  |
| 2.  | Karusellkvällarna             |                                          |                                   | 3:51  |
| 3.  | Kärleken knackar på din dörr  |                                          |                                   | 4:25  |
| 4.  | Du har aldrig vart så lycklig |                                          |                                   | 4:03  |
| 5.  | Kråkor och konjak             |                                          |                                   | 4:17  |
| 6.  | Blind man                     | Carla Jonsson                            |                                   | 4:28  |
| 7.  | Jimmy tog båten till månen    |                                          |                                   | 4:12  |
| 8.  | Min lille kejsare             | Musik av Carla Jonsson och Plura Jonsson |                                   | 4:22  |
| 9.  | Outsider                      |                                          |                                   | 6:25  |
| 10. | En regnmetares sång           |                                          | Finns även live på Kärlekens låga | 4:31  |

CD-utgåvan innehåller även
| Nr  | Titel                             | Kompositör    | Notering                         | Längd |
| --- | --------------------------------- | ------------- | -------------------------------- | ----- |
| 11. | Det gamla landet                  |               |                                  | 3:43  |
| 12. | Skiss över Änglarna från Cadaqués |               | Finns även live på Kärlekens väg | 3:51  |
| 13. | Kom hit igen                      | Carla Jonsson |                                  | 4:25  |

## Medverkande
- Mats Glenngård, fiol på "Skiss över Änglarna från Cadaqués"[3]

## Listplaceringar
| Lista (1989) | Topplacering |
| ------------ | ------------ |
| Sverige      | 7            |